# Mister Nokaut
Mister Nokaut (russisk: Мистер Нокаут, dansk: Mister Knockout) er en russisk biografisk film fra 2022, der fortæller historien om den sovjetiske bokser Valerij Popentjenko, der vandt guld ved OL i 1964. Filmen er instrueret af Artjom Mikhalkov.

## Medvirkende
- Viktor Khorinjak som Valerij Popentjenko
- Andrej Titjenko
- Oleg Tjugunov
- Sergej Bezrukov som Grigorij Kusikjants
- Angelina Stretjina som Tanja
- Inga Strelkova-Oboldina som Jevgenija
- Jevgenija Dmitrijeva som Rufina
- Viktor Verzjbitskij